# مازراتی سبرینگ
مازراتی سبرینگ (Maserati Sebring) خودرویی کوپه است که در سال‌های ۱۹۶۲–۱۹۶۹ تولید شده‌است. 
این خودرو در کلاس خودرو GT قرار گرفته، طراحی آن خودروهای موتور جلو-محور عقب بوده طول آن در حالت طبیعی ۴٬۴۷۰ میلیمتر (۱۷۶ اینچ) و عرض آن در حالت طبیعی ۱٬۶۵۰ میلیمتر (۶۵ اینچ) و ارتفاع آن در حالت طبیعی ۱٬۳۰۰ میلیمتر (۵۱ اینچ) است. سامانه جعبه‌دندهٔ آن ۳ دنده به صورت خودکار است.